# Pracovní neschopnost
Pracovní neschopnost je stav člověka, který je ze zdravotních důvodů dočasně uznán neschopným k výkonu svého dosavadního zaměstnání. Během doby, kdy je zaměstnanec v pracovní neschopnosti, má zvláštní práva. Na druhou stranu v této době nesmí vykonávat činnost, za kterou by měl příjem.

## Dočasná pracovní neschopnost
Stav dočasné pracovní neschopnosti zaměstnance, nebo jemu nařízené karantény je spojen s poskytnutím náhrady mzdy nebo platu v případě, že zaměstnanec splňuje podmínky nároku na nemocenské podle předpisů o nemocenském pojištění.
Náhradu poskytuje:
- První tři pracovní dny, nejvýše však 24 neodpracovaných hodin, jsou do 1. července 2019 bez náhrady. Od tohoto data je i za tyto dny poskytnuta finanční náhrada od zaměstnavatele.[2]

- od 1. do 14. dne pracovní neschopnosti zaměstnavatel,
- od 15. do 380. dne stát.

Podle novely zákoníka práce, která byla schválena 31. října 2018 a která mění vyplácení nemocenské, bude zaměstnavatel od 1. července 2019 hradit ušlou mzdu zaměstnanci v pracovní neschopnosti také za první tři dny nemoci.
Právo na náhradu mzdy má zaměstnanec jen tehdy, jestliže ke dni vzniku dočasné pracovní neschopnosti nebo nařízení karantény splňuje podmínky nároku na nemocenské podle ZNP, jimiž jsou:
- uznání dočasné pracovní neschopnosti podle § 57 ZNP nebo nařízení karantény podle zákona č. 258/2000 Sb., o ochraně veřejného zdraví a o změně některých souvisejících zákonů,
- vznik dočasné pracovní neschopnosti (karantény) v době trvání nemocenského pojištění,
- dočasnou pracovní neschopnost si zaměstnanec nepřivodil úmyslně[3]

Tato náhrada se ovšem nevztahuje na všechny kalendářní dny, nýbrž jen na ty pracovní.
Z náhrady mzdy jsou také vyjmuti tito lidé:
- Krátkodobě nemocní – Z náhrady mzdy jsou až do 1. června roku 2019 vyjmuti krátkodobě pracovně neschopní zaměstnanci. První tři dny marodí bez náhrady. [2]
- Dlouhodobě nemocní – Pokud zaměstnanec marodí déle než 380 pracovních dní, pozbývá nároku na náhradu mzdy.
- Dlouhodobě pracovně neschopní důchodci – Zaměstnaní starobní důchodci nebo příjemci invalidního důchodu III. stupně mají nárok na náhradu mzdy pouze o maximální délce 70 dní během jedné pracovní neschopnosti nebo maximálně 70 dní v několika pracovních neschopnostech za jeden kalendářní rok.
- Nezaměstnaní – Nezaměstnaní nemají nárok na pobírání náhrady za mzdu. Výjimkou je sedmidenní ochranná lhůta od ukončení pracovního poměru. V této lhůtě má nezaměstnaný ještě nárok na náhradu mzdy a nemocenské dávky.
- Živnostníci – Osoby samostatně výdělečně činné mají nárok od 15. dne nemoci na nemocenské dávky od státu pouze za předpokladu, že si dobrovolně platí nemocenské pojištění.
- Pracující na dohodu – Na náhradu za mzdu nemá pracující nárok, pokud pracuje na dohodu o provedení práce a měsíčné nevydělává více než 10000 Kč. Také pracující na dohodu o pracovní činnosti s měsíčním příjmem pod 2499 Kč nemají nárok na náhradu mzdy.
- Ostatní – Nepracující studenti, všichni ti, kteří již nějaké dávky pobírají nebo důchodci v předčasném důchodu.

## Výše náhrady
Výši náhrady mzdy určuje zákoník práce, přičemž je zaměstnavatelům ponechána volnost, aby byla výše náhrady vyšší, než je stanoveno v zákoníku.
Zákonem stanovená (základní) výše náhrady mzdy:
- při dočasné pracovní neschopnosti:

za prvé 3 pracovní dny (směny), nejvýše však za prvních 24 neodpracovaných hodin z rozvržených směn náhrada mzdy nepřísluší (tzv. karenční doba),
po uplynutí karenční doby náhrada mzdy přísluší ve výši 60 % průměrného redukovaného výdělku. Od 1. července 2019 však bude karenční doba zrušena a náhrada ve výši 60 % průměrného redukovaného výdělku bude příslušet zaměstnanci v pracovní neschopnosti již za tyto první tři dny.
- při karanténě:

náhrada mzdy ve výši 60 % průměrného redukovaného výdělku přísluší již od 1. pracovního dne (směny) – karenční doba se zde neuplatní.
Zaměstnavatelům je přiznána pravomoc kontroly zaměstnance v době dočasné pracovní neschopnosti.

## Náhrada za ztrátu výdělku
Náhrada za ztrátu na výdělku po skončení pracovní neschopnosti vzniklé pracovním úrazem nebo nemocí z povolání a náhrada nákladů na výživu pozůstalých příslušející zaměstnancům nebo pozůstalým podle zákoníku práce, se upravuje tak, že průměrný výdělek rozhodný pro výpočet náhrady za ztrátu na výdělku, popřípadě zvýšený podle pracovněprávních předpisů, a pro výpočet náhrady nákladů na výživu pozůstalých, popřípadě zvýšený podle pracovněprávních předpisů, se zvyšuje o 0,4 %.

## Česko
Vznik, průběh a ukončení pracovní neschopnosti jsou upraveny zákonem č. 187/2006 Sb., o nemocenském pojištění. Podle něj takovému člověku náleží nemocenské – peněžitá dávka vyplácená z nemocenského pojištění.